# Auguste Herbin

Auguste Herbin in Pablo Picassos Atelier am Boulevard de Clichy 130 im Jahr 1911

Auguste Herbin (* 29. April 1882 in Quiévy bei Cambrai; † 31. Januar 1960 in Paris) war ein französischer Maler der klassischen Moderne.

## Leben
Der Handwerkersohn aus dem kleinen Ort Quiévry an der französisch-belgischen Grenze studierte von 1899 bis 1901 an der École des Beaux-Arts in Lille und ließ sich im Jahr 1901 langfristig in Paris nieder. Ab 1901 hielt er sich wiederholt auch in Brügge auf und knüpfte dort künstlerische Kontakte. Im Salon des Indépendants des Jahres 1905 stellte er erstmals seine Werke aus. Zwei Jahre später beteiligte er sich gemeinsam mit den Fauves am Salon d’Automne, jedoch wandte er sich nach der Begegnung mit Juan Gris bereits im folgenden Jahr dem Kubismus zu und zog 1909 in das Bateau-Lavoir, wo beispielsweise Juan Gris, Amedeo Modigliani und Pablo Picasso ihre Ateliers hatten. Im Jahre 1916 schloss er einen Vertrag mit der Galerie Léonce Rosenberg in Paris. Dort hatte er in den Jahren 1918, 1921 und 1924 jeweils Einzelausstellungen.
Herbin war im Jahr 1931 zusammen mit Georges Vantongerloo und anderen Künstlern Mitbegründer der Künstlergruppe Abstraction-Création in Paris. Im selben Jahr wurde er auch Mitherausgeber der Zeitschrift abstraction, création, art non figuratif.
Er war ebenfalls nach dem Zweiten Weltkrieg an der Gründung des Salon des Réalités Nouvelles beteiligt, ab 1955 auch dessen Präsident.
Herbin, der ab 1953 an einer Lähmung der rechten Körperhälfte litt und seine Tätigkeiten und vor allem seine Malerei auf die linke Hand umstellen musste, starb überraschend am 31. Januar 1960 in Paris.
Er hinterließ ein unvollendetes Bild, das er noch selbst benannte: Fin (französisch für „Ende“).
Auguste Herbin bildete seine Nichte, die Künstlerin Geneviève Claisse (1935–2018) in der Malerei aus.

## Ausstellungen

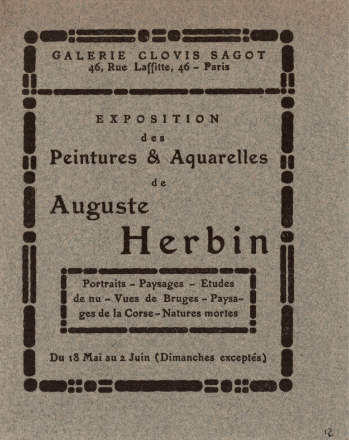
Herbin bei Clovis Sagot (1908)

- 1905: Teilnahme am Salon des Indépendants in Paris, erste Ausstellung von Herbins Werken
- 1907: Teilnahme am Salon d’Automne in Paris, gemeinsam mit den Fauvisten
- 1955: Teilnahme an der documenta I in Kassel
- 1959: Teilnahme an der documenta II in Kassel

Postum
- 1967: Kestner-Gesellschaft Hannover
- 1972: Documenta 5 in Kassel in der Abteilung Individuelle Mythologien
- 1979: Solomon R. Guggenheim Museum in New York
- 1987: Ausstellung Positionen unabhängiger Kunst in Europa um 1937 in Düsseldorf in der Kunstsammlung Nordrhein-Westfalen.
- 2012: Retrospektive im Musée Matisse, Le Cateau-Cambrésis
- 2014: Auguste Herbin – aus der Sammlung Lahumière, Haus Konstruktiv, Zürich
- 2024: Ausstellung Auguste Herbin, le maître révélé in Paris im Musée de Montmartre
- 2025: Auguste Herbin im Lenbachhaus, München

## Werk
In Paris widmete der Künstler sich zunächst dem Impressionismus. Etwas später schloss er sich vorübergehend den Fauves an, ab 1908 sind seine Werke vom Kubismus geprägt.
Nach dem Jahr 1926 zeichnen sich Herbins Bilder durch die Verwendung von elementaren Grundformen, wie Dreiecken, Kreisen, Kreissegmenten, Rechtecken, oder Trapezen in reinen Farben aus. Seine Bilder sind fortan reine Abstraktion.
Ab dem Jahr 1946 entwickelte Herbin ein Kompositionssystem namens alphabet plastique, das auf einer Buchstabenstruktur beruht. Er veröffentlichte im Jahr 1949 eine eigene Farbtheorie (die an Goethes Farbenlehre anknüpft) in seiner Schrift L'art non-figuratif non-objectif.

## Werke
- 1925: Joueurs de boules, Öl auf Leinwand, 146 × 114 cm, Musée National d’Art Moderne im Centre Georges-Pompidou, Paris
- 1943: Adam et Eve (Adam und Eva), Öl auf Leinwand, 81 × 64 cm, LWL-Museum für Kunst und Kultur, Münster